# 심광현
심광현(沈光鉉, 1956년 11월 18일~)은 대한민국의 교수, 예술이론가, 평론가, 정책연구가다. 한국예술종합학교 영상원 영상이론과 교수다.
1982년 서울대학교 독어교육학 학사
1985년 서울대학교 대학원 미학 석사
1994년 서울대학교 대학원 미학 박사 수료

## 경력
1985년 5월-1993년 6월 서울미술관 학예실장
1992년 6월- 문화과학지 편집위원
1999년 9월-2001년 2월 문화개혁시민연대 문화개혁감시센터 소장 겸 사무처장
2001년 3월-2004년 7월 한국예술종합학교 영상원 원장
1978.10-1979.5 : <갑자기 불꽃처럼> 연출부 (이장호 감독, 현진영화사) 
1989.12-1990.3 : <베를린리포트> 미술감독(박광수 감독, 신씨네) 
2001.2-2001. 6 : <스캔틀:조선남녀상열지사> 기획(이재용 감독, 영화사 봄) 
2005.5 : <상처입은 용> 기획개발리서치(CJ엔터테인먼트) 
1992.9-1993.6 : <1993년 대전엑스포 미래테마파크전> 실행감독 
1993.9-1993.12 : <서울600년 기념전 : 한양에서 서울로> 실행감독(서울시) 
1995.3-1995.12 : 서울역사박물관 기본계획안 전시설계(서울시) 
1998.6-1999.10: 부산민주공원 상설전시관 설계 및 설치 총감독(부산시) 
1988- 1999 : (사)한국민족예술인총연합 편집실장, 정책실장, 문예아카데미 기획위원 역임 
1999.9-2004 : (사) <영화인회의> 정책위원장 
1999.9-현재 : 문화개혁시민연대 사무처장 역임, 문화연대 정책위원장 
2002.6-2009 : (사)스크린쿼터문화연대 이사 
2001.3-2009 : (사)한국독립영화협회 이사 

## 수상
1988년, 제5회 서울문화예술평론상(미술평론부문)

## 저서
<흥한민국>
<유비쿼터스 시대의 지식생산과 문화정치(문화과학 이론신서 55)>
<프랙탈>